# 아카드 문학
아카드 문학(Akkadian literature)은 중세 청동기 시대에서부터 철기 시대 기간 중(대략 기원전 23~6세기) 메소포타미아(아시리아, 바빌로니아)에서 아카드어(아시리아어, 바빌로니아어 방언)로 작성된 고대 문학이다.
수메르인의 문학 작품은 구약성서·창세기·그리스 신화의 원형이 되었다. 우르크왕 길가메시의 서사시(敍事詩)는 왕과 친구 엔키두의 모험과 불사(不死)를 찾아 여행을 떠나는 이야기인데, 홍수 전설을 포함하고 있다. 아무르루인(人)은 마르두크 찬가(讚歌)를 남기고, 천지창조 이야기를 기록하고 있다.

## 같이 보기
- 고대 문학